# Соломатин, Александр Алексеевич
Алекса́ндр Алексе́евич Солома́тин (5 августа 1922, Чёгловка, Козловский уезд, Тамбовская губерния, РСФСР — 20 октября 2013, Подольск, Московская область, Россия) — советский военнослужащий, участник Великой Отечественной войны, полный кавалер ордена Славы, командир отделения взвода пешей разведки 305-го гвардейского стрелкового полка 108-й гвардейской стрелковой дивизии 46-й армии 3-го Украинского фронта, гвардии старшина — на момент представления к награждению орденом Славы 1-й степени.

## Биография
Родился 5 августа 1922 года в деревне Чёгловка (ныне — Петровского района Тамбовской области). Окончил 5 классов. Переехал с родителями в Московскую область. Работал плотником в городе Химки.
В Красной Армии с июня 1941 года. Участник Великой Отечественной войны с августа 1941 года. Сражался на Юго-Западном и 3-м Украинском фронтах. Принимал участие в освобождении Украины, Молдавии, Румынии, Болгарии, Югославии, в боях на территории Венгрии и Австрии.
Разведчик 35-й отдельной гвардейской разведывательной роты гвардии ефрейтор Александр Соломатин в ночь на 14 апреля 1944 года, действуя в составе группы разведчиков, в районе населенного пункта Глинное первым переправился на правый берег реки Днестр, сразил вражеского фельдфебеля и захватил его документы.
Участвуя в расширении плацдарма, уничтожил в бою из автомата четверых противников.
Приказом по 34-й гвардейской стрелковой дивизии от 4 мая 1944 года за мужество и отвагу, проявленные в боях, гвардии ефрейтор Соломатин Александр Алексеевич награждён орденом Славы 3-й степени.
20 августа 1944 года при прорыве обороны противника близ села Чобручу в числе первых ворвался на высоту, закрепившись на ней вместе с другими разведчиками, уничтожил до десяти вражеских солдат и удерживал позицию до подхода стрелковой роты.
В последующем, наступая вместе с пехотой, уничтожил свыше десяти пехотинцев противника и нескольких взял в плен, захватил две повозки с вооружением и боеприпасами.
Приказом по 46-й армии от 30 ноября 1944 года за мужество и отвагу, проявленные в боях, награждён орденом Славы 2-й степени.
При форсировании полком реки Ченели-Дунааг в районе села Сегедсендмарток 22 ноября 1944 года под огнём противника в числе первых переправился на правый берег реки, взял в плен вражеского офицера и доставил его командованию.
24 ноября 1944 года скрытно подобрался к позиции противника и гранатой уничтожил его пулемет с расчетом.
30 ноября 1944 года в ходе разведки на правом берегу реки Дунай был ранен, после перевязки продолжал выполнять боевую задачу.
Указом Президиума Верховного Совета СССР от 28 апреля 1945 года за образцовое выполнение заданий командования в боях с немецко-вражескими захватчиками гвардии старшина Соломатин Александр Алексеевич награждён орденом Славы 1-й степени, став полным кавалером ордена Славы.
В 1945 году демобилизован в звании младшего лейтенанта. Вернулся в Подмосковье. Работал наладчиком на Подольском механическом заводе им. Калинина. Жил в городе Подольск Московской области.
Скончался 20 октября 2013 года. Похоронен на Подольском кладбище Красная горка.

## Награды
- орден Красной Звезды
- орден Славы 1-й, 2-й и 3-й степени
- медали
- орден Отечественной войны 1-й степени (6.4.1985)[1].